# ジャン・ローラン
ジャン・ミッシェル・ローラン=ル・ジャンティ（Jean Michel Rollin Le Gentil、1938年11月3日 - 2010年12月15日）は、ファンタスティクジャンル (fantastique) の映画で最も知られるフランスの映画監督、映画製作者、俳優、小説家。フランス・パリ、ヌイイ＝シュル＝セーヌ出身。ローランはフランス初の吸血鬼映画（1968年『The Rape of the Vampire (Le Viol du vampire) 』）とフランス初のスプラッター映画（1978年『殺戮謝肉祭/屍肉の晩餐 (Le Raisins de la mort) 』）を製作したと認識されている。また彼は、フランスの成人向映画の草分けの1人でもある。

## 来歴
彼の父は、クロード・マルタンという芸名の俳優だった。ローランの兄弟オリヴィエは俳優でもあり、「オリヴィエ・マルタン」の芸名で何本かローランの映画にも出演した。彼の母、デニス・ローラン=ル・ジャンティは、ジョルジュ・バタイユの愛好者だった。
伝統的なフランスとドイツの表現主義の映画、古典的なアメリカのホラー、昔の連続物、コミック、幻想文学、シュルレアリスム芸術に影響されたローランのファンタスティク映画は、当然のように一種の視覚的な詩であると同時に、官能的な恐怖と奇怪な美に彩られていた。彼の詩的なイメージの多くには最小限の会話と、単純だが心に残る音楽を伴っている。そしてテンポは通常ゆったりとしている。これらの特質の全ては、一般にシュールで夢のようであると言われる趣きに寄与している。
限られた予算にもかかわらず、ローランは素晴らしいロケーションで撮影することができた。岩が多いセーヌ＝マリティーム県ディエップの浜辺、壮大な城 (châteaux) 、起伏に富んだ田園地方、ゴシック的雰囲気に満ちた墓地。彼以前のF・W・ムルナウのように、ローランは彼の特異なイメージの実現手段として、ホラージャンル（特に吸血鬼物）の様式をよく利用した。彼の映画においては結末、筋書、会話、物語は、視覚的な美に対して従属的になる傾向がある。
最初のうちはローランの映画は、観客や批評家に受け入れられなかった。彼の最初の映画『The Rape of the Vampire (Le Viol du vampire) 』は、観衆が野次り、叫び、スクリーンにゴミを投げつけるという醜事を引き起こした。映画に対する反応は、ローランに映画の仕事を辞めることを考えさせる程、敵意に満ちていた。続く数作の映画も、賛辞を得る事はできなかった。辛辣なフランスの映画評論家は、彼らが俗悪で素人臭くナンセンスだと感じた、彼の独特のスタイルを表現する軽蔑的な造語「Rollinade」を編み出した。後にファンはこの言葉を受け入れ、誇りをもって用いている。
高尚な芸術とエロチックな恐怖の入り交じる、ローランの独特な世界が商業的な成功を収められない一方で、エロチシズムを映画に取り入れる彼の能力は、フランスの成人向映画の黎明期において、成人映画監督としての安定した仕事を彼にもたらした。ローランはミシェル・ジャンティ、ミシェル・ガン、ロベール・ザビエルなど様々な変名を用い、1973年から1980年代後半にかけて、気軽なソフトコア／コメディ複合作品からハードコアポルノに至る多くの成人映画を監督した。1975年の『Phantasmes 』は練り込まれた物語を持ち、正統的な俳優を起用した成人映画を作ろうというローランの試みであった。しかし平均的な観衆はそのようなものには興味を示さなかった。ローランは資金調達のため製作者の求めに応じ、自作のシリアスな映画の成人バージョンを何作か製作した。（『血に濡れた肉唇 (Lèvres de sang) 』『猟奇殺人の夜 (La Nuit des traquées) 』）
『Vibrations sensuelles 』の製作中、ローランはフランスのアダルトスター、ブリジット・ラーエの演技力を評価し、次作のホラー映画、1978年の『殺戮謝肉祭/屍肉の晩餐 (Les Raisins de la mort) 』への出演を望んだ。ラーエは役を完璧にこなし、今日まで続くローランとの仕事上の関係が始まった。
ローランは、たびたびフランスの雑誌「Fascination」と「Sex Stars System」の編集長である、ジャン・ピエール・ブーソー (Jean-Pierre Bouyxou) と共同で仕事をした。
世界中で映画がDVD化され、ローランは新世代のファンを獲得し、批評的・学術的な注目を集めた。（2008年）現在、彼はパリに住み、2000年代に入ってからも数本の映画を監督した。
2010年12月15日、急逝。72歳没。

## 監督作品
- 1968年 - 『The Rape of the Vampire (Le Viol du vampire) 』
- 1969年 - 『La Vampire nue 』
- 1970年 - 『催淫吸血鬼 (Le Frisson des vampires) 』
- 1971年 - 『レクイエム (Requiem pour un vampire) 』
- 1971年 - 『secte du diable 』
- 1972年 - 『La Rose de fer 』
- 1973年 - 『Jeunes filles impudiques 』
- 1973年 - 『Le sourire vertical 』
- 1973年 - 『La nuit des étoiles filantes 』
- 1974年 - 『Tout le monde il en a deux 』
- 1974年 - 『呪われたレイプ魔 (Les Démoniaques) 』
- 1974年 - 『Tout le monde il en a deux 』
- 1975年 - 『Phantasmes 』
- 1975年 - 『血に濡れた肉唇 (Lèvres de sang) 』
- 1976年 - 『Douces pénétrations 』
- 1976年 - 『Suce moi vampire』
- 1976年 - 『La comtesse Ixe』
- 1976年 - 『Amours collectives』
- 1977年 - 『Hard Penetration』
- 1977年 - 『Vibrations sensuelles 』
- 1977年 - 『Saute-moi dessus 』
- 1977年 - 『Positions danoises 』
- 1978年 - 『殺戮謝肉祭/屍肉の晩餐 (Les Raisins de la mort) 』
- 1978年 - 『Disco Sex 』
- 1978年 - 『Remplissez-moi... les 3 trous 』
- 1978年 - 『Petites pensionnaires impudiques 』
- 1978年 - 『Lèvres entrouvertes 』
- 1978年 - 『Lèvres gloutonnes 』
- 1978年 - 『Hyperpénétrations 』
- 1979年 - 『Gamines en chaleur 』
- 1978年 - 『美女のうごめき/鮮血に染まる死霊の館 (Fascination) 』
- 1979年 - 『Bouches lascives et pornos 』
- 1979年 - 『Pénétrations vicieuses 』
- 1979年 - 『Jeux d'adultes pour gamines expertes 』
- 1979年 - 『Entrez vite... vite, je mouille! 』
- 1980年 - 『猟奇殺人の夜 (La Nuit des traquées) 』
- 1981年 - 『Les Échapées (aka Les Paumées Du Petit Matin aka Fugue Mineure aka ACouteaux Tirés) 』
- 1980年 - 『Mondo Cannable) 』
- 1980年 - 『Clinique pour soins très spéciaux) 』
- 1980年 - 『Minouche, fillette insatiable) 』
- 1981年 - 『ナチス・ゾンビ/吸血機甲師団 (Le　Lac des Morts Vivants) 』
- 1981年 - 『Les paumées du petit matin) 』
- 1982年 - 『ゾンビ・クィーン/魔界のえじき (La Morte vivante) 』
- 1982年 - 『Rêves de sexes 』
- 1983年 - 『Sodomanie 』
- 1983年 - 『Folies anales 』
- 1984年 - 『エンゼル・コップス/バンコクから愛をこめて (Les Trottoirs de Bangkok) 』
- 1985年 - 『Ne prends pas les poulets pour des pigeons 』
- 1988年 - 『Emmanuelle 6 』
- 1989年 - 『Perdues dans New York 』
- 1990年 - 『La griffe d'Horus 』
- 1991年 - 『À la poursuite de Barbara 』
- 1992年 - 『Trepanator 』
- 1992年 - 『Alien Platoon 』
- 1993年 - 『Killing Car 』
- 1993年 - 『Dinosaur from the Deep 』
- 1994年 - 『Le parfum de Mathilde 』
- 1995年 - 『Les Deux orphelines vampires 』
- 2002年 - 『La Fiancée de Dracula 』
- 2007年 - 『La Nuit des horloges 』
- 2010年 - 『La femme-bourreau 』
- 2010年 - 『Le masque de la Méduse 』

## 文献
- Virgins & Vampires: Jean Rollin. Contains essays by Jean Rollin, edited by Peter Blumenstock. Includes CD soundtrack from Les Deux orphelines vampires. Limited edition of 300 copies, autographed by Jean Rollin. (Crippled Publishing, 1997, ISBN 3-9805820-0-0).
- Video Watchdog #31. Peter Blumenstock interviews Rollin (1995).
- Immoral Tales: European Sex & Horror Movies 1956-1984 (1994) by Cathal Tohill and Pete Tombs. Dedicates a chapter to Rollin. (ISBN 978-0312135195)

## 脚註
1. ↑  French Horror Director Jean Rollin Passes Away Filmshaft　2010-12-16